# تزوير شكسبير في أيرلندا

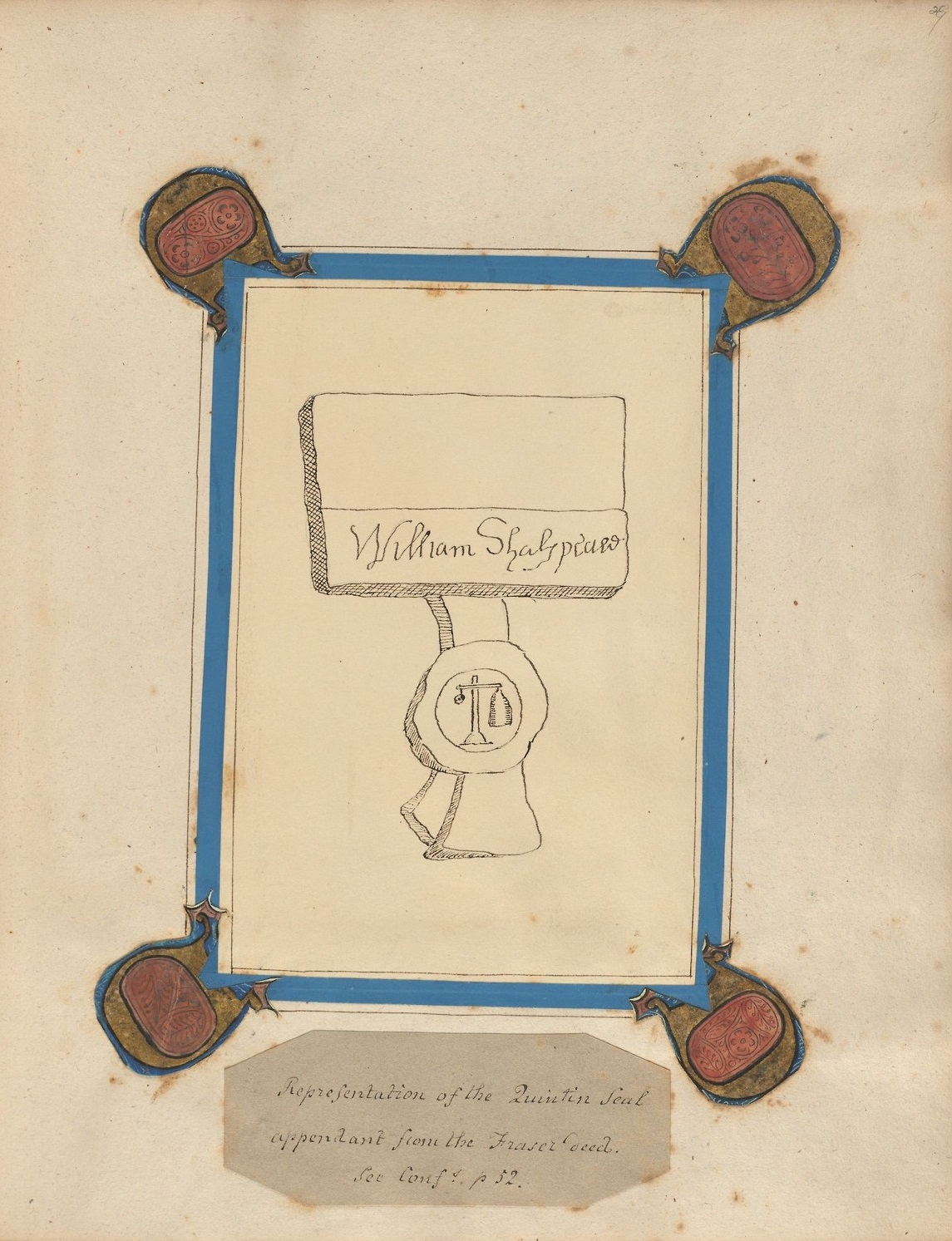
تزوير توقيع شكسبير من قبل أيرلندا، حوالي عام 1795

تزييفات شكسبير الأيرلندية كانت سببًا شهيرًا في لندن في تسعينيات القرن الثامن عشر، عندما أعلن المؤلف والنقاش صموئيل إيرلند عن اكتشاف كنز من مخطوطات شكسبير كتبها ابنه ويليام هنري أيرلندا، وكان من بينها مخطوطات لأربع مسرحيات، اثنتان منها لم تكن معروفة من قبل.
عند إصدار المخطوطات، أعلنت شخصيات أدبية محترمة مثل جيمس بوزويل (كاتب سيرة صموئيل جونسون) والشاعر هنري جيمس باي أنها أصلية، كما وافق على ذلك العديد من خبراء الآثار ريتشارد برينسلي شيريدان، مدير المسرح الرائد في عصره عرض إحدى المسرحيات المكتشفة حديثًا مع جون فيليب كيمبل في دور البطولة، ومع ذلك، تحولت الإثارة حول الأهمية السيرة الذاتية والأدبية للاكتشاف إلى حدة، عندما اتُهم بأن الوثائق مزورة، والتي يُنظر إليها على نطاق واسع على أنها الأعظم لقد أظهر عالم شكسبير في عصره بشكل قاطع أن اللغة وقواعد الإملاء والكتابة اليدوية لم تكن تلك الخاصة بالأزمنة والأشخاص الذين يُنسب إليهم الفضل في ذلك، ثم اعترف ويليام هنري أيرلندا، المكتشف المفترض، بالاحتيال.

## الخلفية

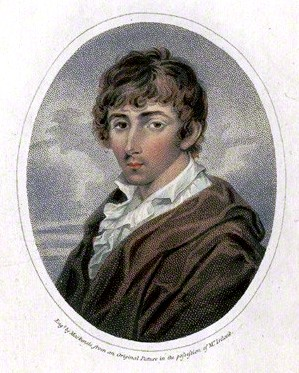
ويليام هنري أيرلندا

على الرغم من أن أعمال شكسبير كانت متاحة بسهولة في نسخ لكل من المتعلمين وعامة الناس، إلا أنه لم يكن من الممكن بناء سيرة ذاتية مُرضية. على الرغم من البحث المكثف الذي أجراه كتاب سيرة شكسبير المحتملين، بدءًا من نيكولاس رو إلى إدموند مالون، لم تظهر سوى قصاصات وأساطير. وكان هناك أمل كبير وتوقع بظهور بعض الوثائق لسد هذه الفجوة.
كان صموئيل إيرلند جامعًا متحمسًا للآثار العتيقة، إذ تضمنت مجموعته قطعة من عباءة تشارلز الثاني، وسترة جلدية لأوليفر كرومويل، وسكين الفاكهة لجوزيف أديسون، بالإضافة إلى أنه كان متحمسًا لشكسبير أثناء جمع المواد لكتاب قادم، بعنوان "الصور". جولات في الجزء العلوي، أو وارويكشاير أفون، مر عبر ستراتفورد على أفون، مسقط رأس شكسبير، في ذلك الوقت استفاد بالفعل من هذا الادعاء بالشهرة، وأجرى استفسارات حول حياة الكاتب المسرحي على الرغم من أنه كان يشعر بالرضا لكونه أول من قدم كرابتري شكسبير وكوخ آن هاثاواي لعامة الناس، استعصت عليه وثائق شكسبير. 
كان ابنه ويليام هنري أيرلندا مفتونًا بالتزوير، وقد تأثر بشدة برواية الحب والجنون التي كتبها هربرت كروفت والتي تضمنت مقاطع طويلة عن المزور توماس تشاترتون، وقد شهد ويليام إحباط والده بشكل مباشر مع العلم أن الأثاث والأوراق من نيو بليس، آخر سكن لشكسبير، قد تم نقلها إلى منزل كلوبتون عندما تم هدم نيو بليس، اعتقد صموئيل أيرلندا أنه من الممكن العثور على مخطوطات شكسبير هناك أبلغه المستأجر الحالي أن جميع الأوراق القديمة - والعديد منها لشكسبير - قد تم حرقها مؤخرًا، وقد ترك استياء صموئيل إيرلند من هذا الخبر انطباعًا قويًا على الشاب - على الرغم من أنه تبين لاحقًا أن هذه القصة لم تكن أكثر من مجرد قصة. نكتة على حساب أيرلندا. وفقًا لاعترافات أيرلندا الأصغر سنًا، فقد كان من أجل إرضاء والده أن شرع في مهنة التزوير الأدبي التي من شأنها أن تدمرهما في النهاية.

## الوثائق الأولى
ومن خلال الصدفة التي التقى بها أحد معارفه في محل تجليد الكتب، تعلم الشاب تقنية لمحاكاة مظهر الكتابة القديمة باستخدام حبر خاص ثم تسخين الورق. لقد شرع في ابتكار شيء يحمل توقيع شكسبير، وقد أتاح له عمله في شركة قانونية الوصول إلى صكوك المخطوطات الإليزابيثية واليعقوبية، لذلك في ديسمبر 1794، قام بقطع قطعة من المخطوطة من إحداها، واستخدم حبره الخاص للكتابة بها وتسخينها. وكانت النتيجة سند رهن عقاري بين شكسبير وزميله الممثل جون همينجز من جهة، ومايكل فريزر وزوجته من جهة أخرى، وقد نسخ النص والتوقيع من نسخة طبق الأصل من سند الرهن العقاري الأصلي الصادر عام 1612 في طبعة مالون لشكسبير. قام الشاب الأيرلندي بتمزيق ختم من عمل مبكر آخر، وأرفقه بهذه الخلطة وقدم النتيجة إلى والده في 16 ديسمبر، وقبلها صموئيل أيرلندا على أنها أصلية، وفي اليوم التالي أخذها إلى دار النشر مكتب المبشرين، الذي وافق عليه على أنه حقيقي.
وعندما سُئل عن المكان الذي وجد فيه هذا الصك، أجاب ويليام هنري بأنه وجده في صندوق قديم يخص أحد معارفه الذين لم يرغب في الكشف عن اسمه، وقد أعطاه السيد هـ، كما كان يسميه، طوعًا اقترح المكتشف الشاب أنه قد يكون هناك المزيد من الوثائق التي جاء منها هذا، وسرعان ما أتبع ذلك بسند إذني من شكسبير إلى هيمنجز، وهو المذكرة الوحيدة من نوعها (لو كانت حقيقية) التي تم اكتشافها على الإطلاق. الفترة.

## المزيد من التزييف
مع اكتشافه التالي، انتقل ويليام هنري من مجرد التزوير إلى الفن الأصلي. بعد أن علم - على ما يبدو من ملاحظة صدفة من أحد أصدقاء والده وليس من خلال البحث - أن هنري وريثسلي، إيرل ساوثامبتون الثالث كان راعي شكسبير، قررت إنشاء مراسلات بينهما. "لا تعتبرني كسولا أو متأخرا لأنني تأخرت في الرد أو بالأحرى أشكرك على بونتي العظيم،" لقد كتب شكسبير بدون علامات الترقيم يجب أن أقول وهذا شعور عظيم جدًا وسامي جدًا للتعبير عن البشر الفقراء يا سيدي، إنه صديق لا يصبغه بلوسومز بلوومز بوتي أبدًا." يرد إيرل ساوثامبتون بنفس الطريقة، بدون علامات ترقيم أيضًا، ومع تهجئة مماثلة: "... بما أنني كنت صديقك، فسوف أستمر في كل ما يمكنني فعله حتى تأمرني وتجدني في ساوثهامبتون". لشرح كيف يمكن أن ينتهي الأمر بالرسالتين معًا في نفس الوقت أضافت المجموعة ويليام هنري ملاحظة توضح أن رسالة شكسبير كانت "نسخة" من الرسالة التي أرسلها صموئيل أيرلندا وأعجب أصدقاؤه بأسلوب الرسائل ولكن ليس بخط يد الإيرل ويليام هنري، ولم يعلموا أن الكتابة اليدوية للإيرل كانت موجودة، وكان قد كتب رد ساوثهامبتون بيده اليسرى.
تبع ذلك الآن طوفان من الوثائق، كلها قادمة من صندوق السيد إتش المعجزي ظاهريًا. أثبتت "مهنة الإيمان" لشكسبير أنه كان بروتستانتيًا، وأظهرت رسالة إلى زميله الممثل ريتشارد كاولي أنه كان "رجلًا مثاليًا وحسن الطباع". وأوضحت رسالة من الملكة إليزابيث أنه كان مفضلاً من قبل أقوى شخص في البلاد. وأظهر رسم تخطيطي لنفسه رافق رسالته إلى كاولي أنه كان رسامًا بائسًا يتمتع بروح الدعابة التي لا يمكن اختراقها الرسالة باعتبارها "سببًا في الغرور"، كانت (على حد تعبير مالون) "غريبة الأطوار حقًا، كونها رسمًا بائسًا لشاعرنا رسمه بنفسه بقلم، من طبعة مارتن دروشاوت له المحفورة بعد سبع سنوات من وفاته ...." كانت هناك أيضًا إيصالات مسرحية، وعقود، ورسالة وقصيدة إلى زوجته المستقبلية "آنا هاثرواي"، وحتى كتب من مكتبة شكسبير، مكتملة بتعليقات هامشية موقعة بالفعل من قبل الشاعر نفسه، وكانت الأكثر أهمية تم إعداد مخطوطة لمسرحية شكسبير للملك لير للصحافة، وبعض الأوراق الضالة من مسرحية هامبليت، ومسرحيتين لم تكن معروفة من قبل، فورتيجرن وروينا وهنري الثاني.

## القطع الأثرية المعروضة
منذ لحظة الاكتشاف، دعا صموئيل أيرلندا أصدقاءه لرؤية ممتلكاته الجديدة. في 20 ديسمبر 1794، جاء السير فريدريك إيدن لفحص الختم الموجود على عقد إيجار فريزر، وأعلن أنه يمثل كوينتين، وهو جهاز يستخدم في ممارسة الرمح وكان الاستنتاج هو أن شكسبير استخدمها كمسرحية باسمه. وفي فبراير 1795، أصدر دعوة عامة للأدباء للحضور إلى منزله وفحصهم، وقد حقق المعرض نجاحًا هائلاً أعلن وارتون عند سماعه لصموئيل أيرلندا "مهنة الإيمان" أنها متفوقة على أي شيء في الليتورجيا الإنجليزية. ركع جيمس بوسويل لتقبيل الآثار الاسكتلندية جورج تشالمرز والمعلم ريتشارد فالبي، وكان المحرر جيمس بودن. شهد المؤلف هربرت كروفت، والشاعر هنري جيمس باي (من بين آخرين) علنًا على إيمانهم بصحة الأوراق.
ظهرت إحدى العوائق عندما لاحظ زائر متنبه أن وثيقة من المفترض أن إيرل ليستر كتبها يرجع تاريخها إلى عام 1590، في حين توفي النبيل في عام 1588. وعندما واجه صموئيل أيرلندا ابنه بهذه المعلومات، أراد ويليام هنري حرق الوثيقة لكن والده اعترض على أن الوثيقة ربما تم تأريخها بشكل خاطئ في وقت لاحق، واتفق الاثنان على تمزيق التاريخ. تم عرض المادة وطباعتها لاحقًا بهذا الشكل المشوه العلماء، الآثاري جوزيف ريتسون والكلاسيكي ريتشارد بورسون، تعرفوا بشكل صحيح على الوثائق على أنها مزورة، وبدأ المحرر هنري بات دادلي في السخرية من الأوراق في وقت مبكر من 17 فبراير 1795.
نظرًا لأن صموئيل أيرلندا لم يقم بدعوة اثنين من أعظم علماء شكسبير في ذلك الوقت، إدموند مالون وجورج ستيفنز، لفحص المخطوطات، فقد أثيرت الشكوك، وكما أشار أحد الكتاب: "من المؤكد أن العامة سيكونون سعداء بمعرفة أن هذه المخطوطات غير العادية. تم اعتبارها حقيقية من قبل الدكتور فارمر أو السادة ستيفنز أو مالون الذين ربما كانت شخصياتهم الأدبية بمثابة خطابات اعتماد. " لاحظ صموئيل أيرلندا لاحقًا أنه كان "لديه مشاعر مختلفة فيما يتعلق بالعقوبة التي تفتيش [مالون] سيوفر لهم." ومع ذلك، فقد حاول إقناع ريتشارد فارمر بإلقاء نظرة على الأوراق دون جدوى.
استمر المعرض، الذي أثار الكثير من الإثارة العامة، لأكثر من عام. في 17 نوفمبر، حمل أيرلندا وابنه الأوراق إلى قصر سانت جيمس، حيث فحصها دوق كلارنس ودوروثيا جوردان، وفي 30 ديسمبر قدمتها أيرلندا. إلى أمير ويلز في كارلتون هاوس. 

## فورتيجيرن و روينا
في وقت مبكر من 26 ديسمبر 1794، أعلن ويليام هنري عن وجود مسرحية شكسبير غير المعروفة فورتيجرن وروينا، لكنه لم يتمكن من تقديم المخطوطة لوالده إلا في مارس، وجاءت مع مراسلات شكسبير مع مطبعة تدعي تفسير السبب لم يتم نشر المسرحية. أعرب كل من ريتشارد برينسلي شيريدان من مسرح دروري لين وتوماس هاريس من كوفنت جاردن عن اهتمامهما بإنتاج المسرحية، وكان شيريدان هو الفائز في هذه المسابقة مدفوعًا بالمخاوف من ظهور أحد أحفاد شكسبير حقوق إنتاجاته، قدم ويليام هنري صكًا يثبت أن أحد أسلافه، الذي يُدعى بالصدفة ويليام هنري أيرلندا، هو الذي أنقذ شكسبير من الغرق، وأن شكسبير قد كافأه بجميع المخطوطات المكتشفة حديثًا.

## نشر إم إس إس
أعلن صموئيل أيرلندا عن نشر الأوراق في 4 مارس 1795، وظهر المجلد نفسه في ديسمبر من ذلك العام. وقد عارض ويليام هنري بشدة هذه الخطوة، لكن والده كان مصممًا على تضمين بنود مثل "مهنة الإيمان". تم استبعاد رسالة الملكة إليزابيث ومخطوطة الملك لير هنري الثاني وفورتيجيرن والهوامش من هذا المجلد.
بعد وقت قصير من ظهور الكتاب، توصل جار صموئيل إيرلندا، ألباني واليس، الذي اكتشف أحد التوقيعات الأصلية القليلة لشكسبير، إلى اكتشاف جديد ومذهل، فقد عثر على توقيع جون همينجز الحقيقي، وبدا الأمر بالطبع لا شيء يشبه التوقيعات التي أنتجها ويليام هنري، ولكن عندما علم المزور بهذه المشكلة، سرعان ما أنتج توقيعات همينجز التي تشبه التوقيع الأصلي. وأوضح ويليام هنري، أنه كان هناك ممثلان نشطان في ذلك الوقت. ومن هنا جاءت التوقيعات المتباينة.
لم يلق المجلد قبولًا جيدًا. كان الرد الأول هو رسالة إلى جورج ستيفنز لجيمس بودين (16 يناير 1796). ركز بودين على مخطوطة لير، ملاحظًا أنه إذا كانت هذه هي النسخة الأصلية لشكسبير، فإن النسخ المطبوعة ملوثة بالتعديلات. من قبل الممثلين، فإن الممثلين "يتحولون في الحال... إلى أساتذة نظم الشعر الأكثر تفصيلاً وصقلًا، وشكسبير إلى كاتب ليس لديه الأذن اللازمة للإيقاع - رجل أنتج سلسلة من الشعر المتناغم بالصدفة، و فقد الهيمنة المطلقة في فنه، بسبب عدم قدرته على ترقيم عشرة مقاطع على أصابعه." كما استهدف التهجئة. تسابق أصدقاء صامويل أيرلندا ومؤيدوه في الردود. وكان العقيد فرانسيس ويب يكتب تحت عنوان وزعم "فيلاليثيس" أنه بما أن الورقة قديمة فلا بد أن الوثائق تنتمي إلى زمن شكسبير، ولم يكن هناك سبب لتزويرها في ذلك الوقت؛ ولذلك يجب أن تكون أصلية. أكد والي تشامبرلين أولتون أن الأوراق كانت ضخمة جدًا لدرجة أن التزوير كان غير وارد. وأعرب عن أمله في أن يصبح فورتيجرن حقيقيًا، لأنه قد ينشط الدراما المعاصرة لحكم الجمهور على تبرئة المسرحية.

## الإكتشاف
وسرعان ما جاءت ضربتان ساحقتان، الأولى كانت نشر مجلد مالون الذي يضم أكثر من أربعمائة صفحة في 31 مارس 1796. فكشف التزييف بالتفصيل، وأظهر واحدًا تلو الآخر أن كل وثيقة كانت معيبة في خطها، ولغتها، وقواعدها الإملائية، وطريقة كتابتها. وتاريخها لم يكن تهجئة الوثائق من عصر شكسبير فحسب، بل لم تكن كذلك من أي وقت مضى على الإطلاق، حيث كشفت العديد من الأخطاء التاريخية - ليس أقلها الإشارة إلى الكرة الأرضية قبل بناء المسرح - عن حقيقة المزور. لم يكن خط يد الملكة وساوثهامبتون يشبه على الإطلاق الأمثلة الأصلية. الكلمات التي تظهر في التزييف (مضطرب، على سبيل المثال) لم تستخدم في زمن شكسبير، أو تم استخدامها بمعنى مختلف عن الأوراق.
جاءت الضربة الثانية بعد يومين، في 2 أبريل، بفشل فورتيجرن في مسرح دروري لين، وكانت الإثارة شديدة وبيعت التذاكر مبكرًا وكان من الصعب الحصول على المقاعد بينما بدا الأمر كذلك في البداية نجح العرض مع الجمهور، وسرعان ما سُمعت نوبات من الضحك، وفي وقت ما توقفت المسرحية تمامًا حتى تمت استعادة النظام. وعندما أعلن باريمور عن أداء آخر للمسرحية، تمرد الجمهور، وسادت الفوضى حتى استبدلت الإدارة شيئًا ما وألقى وليام هنري أيرلندا اللوم على الممثلين، وخاصة كيمبل، جنبا إلى جنب مع "فصيل مالون"، لفشل مسرحيته. وعزا آخرون ذلك إلى جودة المسرحية نفسها. كان أيضًا أدائها النهائي.

## ما بعد الكارثة
بالنسبة للأيرلنديين، الأب والابن، كان فشل المسرحية، إلى جانب كشف مالون للخدعة، بمثابة كارثة تامة. لا يزال صموئيل أيرلندا يعتقد أن الأوراق تخص شكسبير، ورفض الاستماع إلى أي شيء يقوله ابنه اعترف هنري بالتزوير لأخواته وأمه وألباني واليس، لكن والده لم يصدق قصته، وليس من المستغرب أن يتهم الجمهور صموئيل أيرلندا بالاحتيال الذي تعرض له كتابه.
ألقى صموئيل أيرلندا اللوم على مالون في مصائبه، وشرع في تأليف كتاب من شأنه أن يدمر سمعة الباحث، وبمساعدة توماس كالديكوت، هاجم مالون لاستخدامه تقنيات الطب الشرعي مثل مقارنة خط اليد لتسوية مسألة أدبية، بدلاً من الاعتماد على الذوق والجمالية. قلقًا على سمعة والده، سارع ويليام هنري إلى الطباعة بمنشور يعترف فيه بالتزوير، وأجاب والده على الفور بتبرير سلوكه في القضية برمتها. أثار هذا المزيج الشكوك حول جورج ستيفنز اثنين من الاصطدام:
يتحمل الشاب المفعم بالأمل ذنب التزوير برمته، ويبذل قصارى جهده لتبرئة والده الجدير من أدنى مشاركة فيه. وعلى العكس من ذلك، يعلن الأب أن ابنه لم يكن لديه القدرات الكافية لتنفيذ عملية صعبة للغاية باختصار، هناك شجار متظاهر بينهما، وقد لا يبدوا وكأنهم يتصرفون بشكل متناغم في هذه المناسبة.
ستستمر التهمة. اعتذار جورج تشالمرز للمؤمنين وركز تحقيق صموئيل الأيرلندي على مهاجمة مالون بدلاً من تبرئة صموئيل، وربما تم تلخيص الحكم العام في مطبوعة كتبها جون نيكسون تصور العائلة الأيرلندية بأكملها متورطة في تزوير الأوراق.
ظلت إدانة صموئيل أيرلندا موضوعًا مثيرًا للجدل لسنوات قادمة، على الرغم من أن اعترافات ابنه (1805) فعلت الكثير لإثبات براءته، إلا أن روايات كليمنت مانسفيلد إنجليبي في عام 1859 وجورج داوسون في عام 1888 تولى هذا المنصب. أن الأب كان مسؤولاً عن عمليات التزوير وأن اعتراف الابن كان عبارة عن نسيج من الأكاذيب. ومع ذلك، فإن حصول المتحف البريطاني على أوراق صموئيل أيرلندا في عام 1876، قدم وفرة من الأدلة على أن صموئيل كان ضحية عملية الاحتيال وليس مرتكبها. ، وغير إنجليبي موقفه في بحثه عام 1881 حول قضية أيرلندا.

## الإرث
بعد وفاة صموئيل أيرلندا في عام 1800، تم بيع النسخ المزورة الأصلية، المجمعة في ثلاثة مجلدات، إلى جون "دوج" دنت، النائب وعشاق الكتب. مرت المجموعات عبر عدة أيدي قبل أن تحصل عليها ماري مورلي كرابو هايد (1912-2003) و. زوجها الأول دونالد هايد (1909–1966) تركت المجلدات لمكتبة هوتون بجامعة هارفارد بعد وفاتها.
يقدم الكاتب البريطاني بيتر أكرويد وصفًا مبتكرًا لتزييفات الأيرلنديين في روايته حملان لندن التي نشرتها دار تشاتو وويندوس في عام 2004. وفي نفس العام، بث راديو بي بي سي 4 مسرحية مارتين وايد حول التزييف، شكسبير آخر.

## أمثلة على تزوير شكسبير في أيرلندا
صور التوقيعات والمذكرات المزورة لوليام شكسبير في بلاط الكونت بالديسار كاستيليو مقسمة إلى أربعة كتب، وهي ضرورية جدًا ومفيدة للسادة الشباب والسيدات، الموجودين في المحكمة، أو القصر، أو المكان : طبعه توماس كريد، ١٦٠٣.

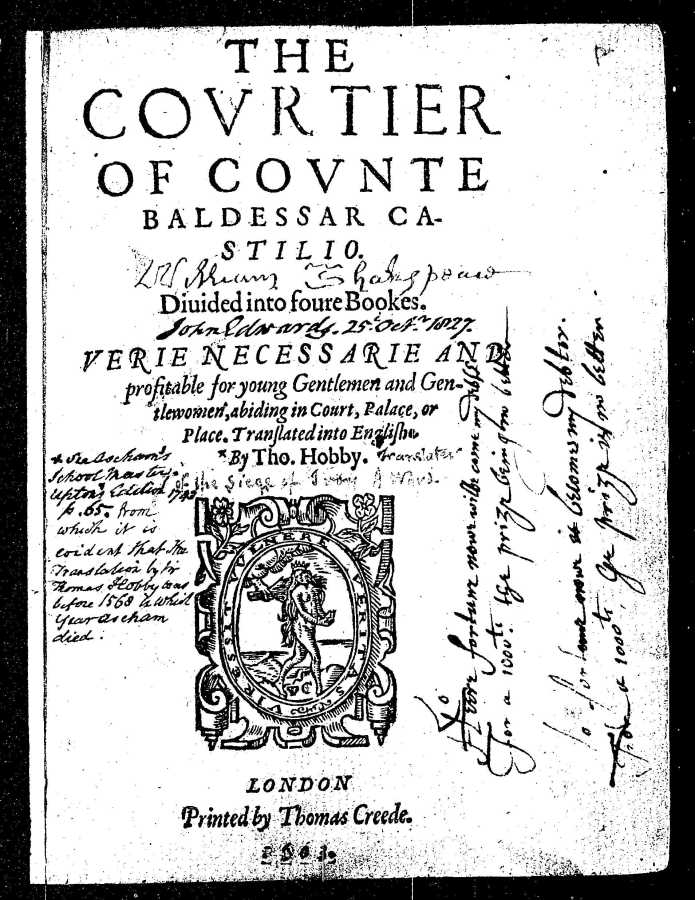
صفحة عنوان الكتاب
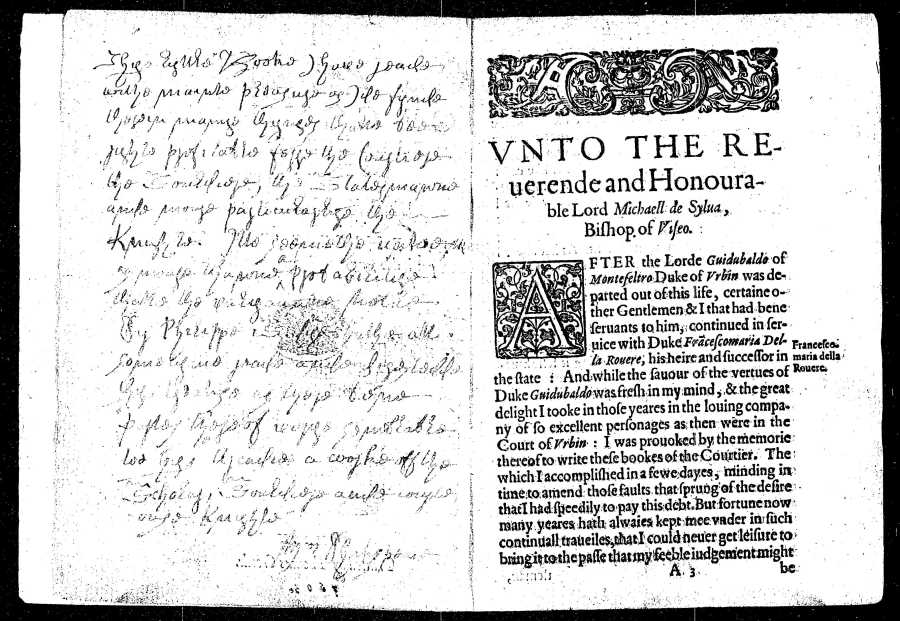
صفحة العنوان، الظهر
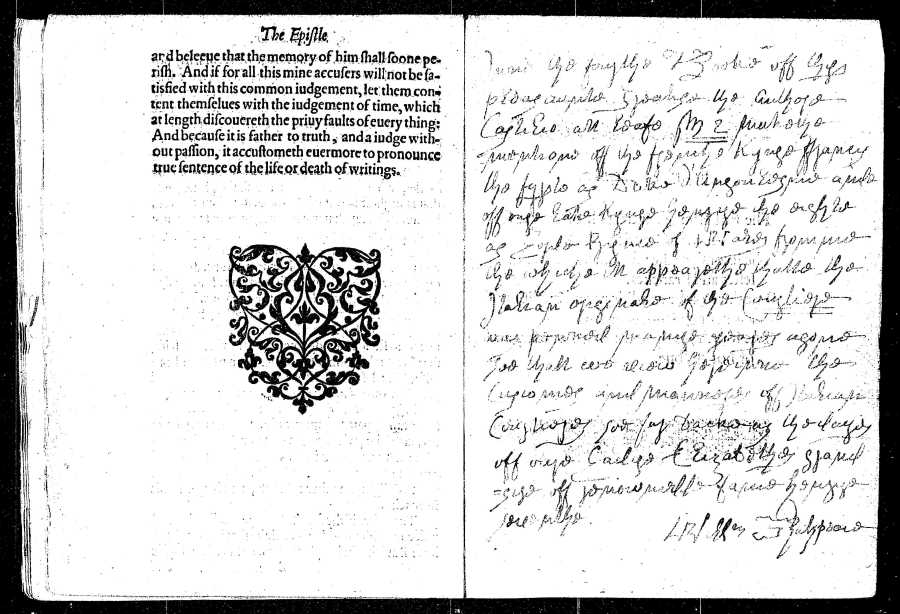
صفحة بي 4